# يندري شنياديسكي
يندري شنياديسكي وهو كاتب وفيزيائي وكيميائي وأحيائي بولندي ولد سنة 1768 وتوفي سنة 1838.
ولد في زنين ضمن الكمونولث البولندي اللتواني وبعد أن أنهى دراسته الجامعية عين كبروفسور أول للعلم الأدوية والكيمياء في جامعة فيلنيوس وكان أحد تلامذته إغناسي دوميكو. وقد ترأس في الفترة ما بين 1806 إلى 1836 الجمعية الطبية المحلية في منطقته. كما ألف أول كتاب في الكيمياء باللغة البولندية كما كان أول من اكتشف الروثينيوم قبل 30 سنة من كارل إرنست كلاوس لكنه تراجع عن اكتشافه